# José Antonio Quintanilla
José Antonio Quintanilla Escobar (Sonsonate; 29 de octubre de 1947-Ahuachapán, 1977) fue un futbolista salvadoreño que jugaba como centrocampista.
Murió en un accidente de tráfico cuando se dirigía a un entrenamiento con Once Municipal.

## Trayectoria
Apodado el Ruso, fue miembro del equipo ganador de campeonatos de liga de 1965-66, 1966-67 y la Copa de Campeones de la Concacaf 1967 con Alianza FC.
También jugó en el Atlético Marte (con el que ganó otro título de campeón en la temporada 1970), el Excélsior y Once Municipal.

## Selección nacional
Entre 1966 y 1971, llegó a un total de 32 partidos con la selección salvadoreña. El primer hito de su carrera internacional fue la participación en el  torneo olímpico de fútbol de 1968 en México.
Más importante aún, formó parte de la escuadra para la Copa del Mundo de 1970, también organizada en México. Allí entró en juego en el Grupo 1 ante Bélgica (0-3) y el anfitrión México (0-4).
Fue el anotador de la victoria en el decisivo juego de la clasificación mundialista contra Honduras y jugó posteriormente contra Haití.

### Participaciones en Juegos Olímpicos
| Torneo                   | Sede   | Resultado    |
| ------------------------ | ------ | ------------ |
| Juegos Olímpicos de 1968 | México | Primera fase |

### Participaciones en Copas del Mundo
| Mundial                        | Sede   | Resultado    |
| ------------------------------ | ------ | ------------ |
| Copa Mundial de Fútbol de 1970 | México | Primera fase |

## Clubes
| Club           | País        | Año       |
| -------------- | ----------- | --------- |
| Alianza        | El Salvador | 1965-1970 |
| Atlético Marte | El Salvador | 1970-1972 |
| Excélsior      | El Salvador | 1972-1973 |
| Alianza        | El Salvador | 1973-1976 |
| Once Municipal | El Salvador | 1976-1977 |

## Palmarés

### Títulos nacionales
| Título           | Equipo         | País        | Año     |
| ---------------- | -------------- | ----------- | ------- |
| Primera División | Alianza        | El Salvador | 1965-66 |
| Primera División | Alianza        | El Salvador | 1966-67 |
| Primera División | Atlético Marte | El Salvador | 1970    |

### Títulos internacionales
| Título                           | Equipo  | País        | Año  |
| -------------------------------- | ------- | ----------- | ---- |
| Copa de Campeones de la Concacaf | Alianza | El Salvador | 1967 |